# Malcolm Glazer
Malcolm Irving Glazer, född 15 augusti 1928 i Rochester, New York, död 28 maj 2014 i Rochester, New York, var en amerikansk affärsman och ägare av sportlag. Han var president och verkställande direktör för First Allied Corporation. Han köpte in sig till en maktposition i Tampa Bay Buccaneers, en klubb i National Football League (NFL), belägen i Florida. Han var även ägare av den brittiska fotbollsklubben Manchester United.